# Asesinato de Ghazaleh Chalabi
El 21 de septiembre de 2022, la mujer montañista y atleta iraní Ghazaleh Chalabi (en persa: غزاله چلابی; 1989 – 21 de septiembre de 2022) recibió un disparo en la cabeza y falleció. Mientras Ghazaleh filmaba los actos de protesta contra gobierno de Irán el 21 de septiembre de 2022, ella recibió un disparo en la cabeza y perdió la vida.

## Víctima
Ghazaleh Chalabi (en persa: غزاله چلابی; 1989 – 21 de septiembre de 2022) fue una mujer alpinista y atleta iraní. ella nació en 1989 en Amol. Estudió administración bancaria y trabajó como contadora en una empresa privada.

## Asesinato
Mientras Ghazaleh filmaba los actos de protesta contra el gobierno de Irán el 21 de septiembre de 2022, corrió hacia el edificio del gobernador junto con el resto de los protestantes. Durante estos actos de protesta, las fuerzas de seguridad buscaron reprimir a los manifestantes disparándoles, una de las balas le cayó en la cabeza a Ghazaleh y murió. Mientras Ghazaleh filmaba, capturó el momento en que fue alcanzada. El video se difundió ampliamente en Internet, en redes sociales y en agencias de noticias.

## Impidiendo la donación de sus órganos
Antes de su fallecimiento, Ghazaleh había completado el formulario de donación de órganos en dos ocasiones y deseaba que sus órganos fueran donados en caso de muerte encefálica. La familia de Chalabi anunció que donaría partes de su cuerpo, pero el gobierno de Irán no permitió que su familia lo hiciera y, según la tía de Ghazaleh, los agentes de seguridad dijeron: "Esto convertirá a Ghazaleh en una leyenda".